# Port lotniczy Long Thành
Ten artykuł dotyczy przyszłego wydarzenia. Informacje w nim zawarte mogą się zmienić wraz z pojawieniem się nowych faktów, a początkowe doniesienia mogą być niepewne. Ostatnie aktualizacje tego artykułu mogą nie odzwierciedlać najbardziej aktualnych informacji.
Port lotniczy Long Thành (IATA: ?, ICAO: VVLT, Sân bay quốc tế Long Thành) – projektowany port lotniczy położony w Wietnamie, w prowincji Đồng Nai, w dystrykcie Long Thành, 40 km na północ od miasta Ho Chi Minh. Ma być największym portem lotniczym Wietnamu.